# Modlnica
Modlnica is een dorp in de Poolse woiwodschap Klein-Polen. De plaats maakt deel uit van de gemeente Wielka Wieś.